# 章懿安皇后
章懿皇后安氏（？—？），後漢顯祖劉琠妻。
安氏事跡不詳，只知她嫁與後漢顯祖及生後漢高祖劉知遠，後來贈封吳國太夫人。天福十二年（947年）閏七月，劉知遠即位，追尊安氏諡號為章懿皇后。